# 2K6 Luna
El 2K6 Luna (ruso: Луна, literalmente 'Luna') fue un sistema de lanzacohetes múltiple soviético de corto alcance. Los cohetes lunares son de combustible sólido, no guiados y estabilizados por giro. "2K6" es su designación GRAU. Sus nombres de informes de la OTAN son FROG-3 (con misil 3R9) y FROG-5 (con misil 3R10). A partir de 1965, el 2K6 Luna fue reemplazado por el mucho más exitoso 9K52 Luna-M, conocido en Occidente como FROG-7.

## Historial operativo
Luna entró en servicio en 1960 y permaneció en servicio en el ejército soviético hasta 1982. Cada División de Tanques y Fusileros Motorizados tenía un Batallón de Cohetes con dos baterías, cada una con dos 2P16. Durante la Crisis de los misiles de Cuba en 1962, se ubicaron en Cuba 36 misiles 2K6 (24 con ojivas convencionales, 12 con ojivas nucleares de dos kilotones) con seis lanzadores. Aunque algunas autoridades cuestionan si los comandantes locales tenían autoridad para usar armas nucleares, estaban presentes y se argumenta que, si se los hubiera presionado, los soldados soviéticos podrían haberlas usado.